# NO Apodis
NO Apodis eller HD 156513 är en ensam stjärna belägen i den södra delen av stjärnbilden Paradisfågeln. Den har en genomsnittlig skenbar magnitud av ca 5,86 och är svagt synlig för blotta ögat där ljusföroreningar ej förekommer. Baserat på en parallax enligt Gaia Data Release 3 på ca 4,15 mas, beräknas den befinna sig på ett avstånd på ca 790 ljusår (241 parsek) från solen. Den rör sig närmare solen med en heliocentrisk radialhastighet på ca -18 km/s.

## Egenskaper
NO Apodis är en orange till röd jättestjärna i huvudserien av spektralklass M3 III, som för närvarande befinner sig på den asymptotiska jättegrenen och genererar energi genom kärnfusion av väte och helium i skal kring en inert kolkärna. Den har en massa som är lika med ca 1,63 solmassa, en radie som är ca 107 solradier och utsänder energi från dess fotosfär motsvarande ca 1 400 gånger solen vid en effektiv temperatur av ca 3 500 K.

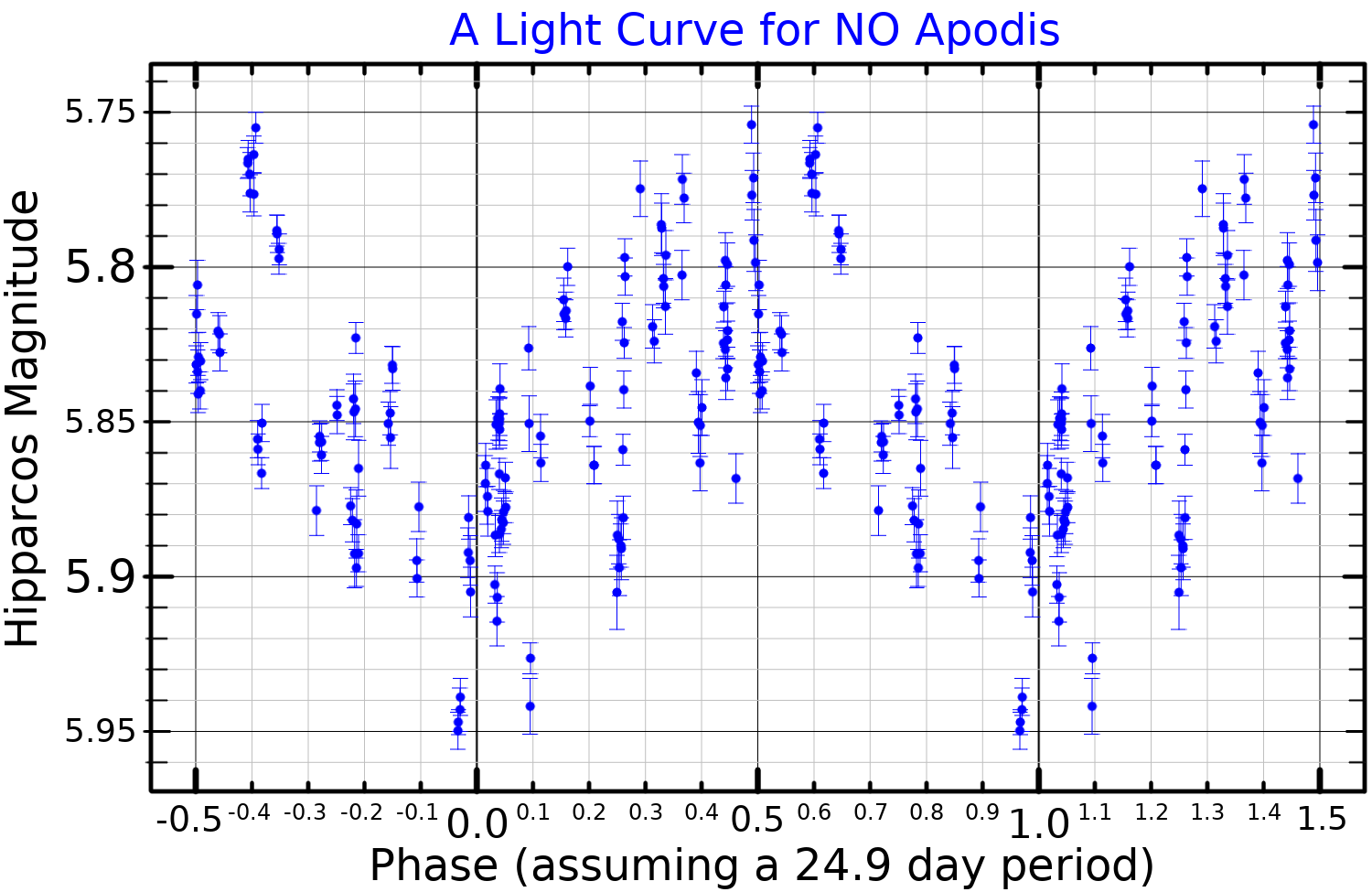
Ljuskurva för NO Apodis, plottad från Hipparcosdata. Uppgifterna har visats med den 24,9-dygnsperiod som anges i International Variable Star Index.

NO Apodis klassificeras som en halvregelbunden variabel av okänd undertyp. Observationer av Tabur et. al. (2009) visar att den har två perioder, båda varar 26-7 dygn. Inom denna tidsram varierar stjärnans skenbara magnitud mellan 5,71 och 5,95 i det visuella bandet.
| Period | Dygn | Amplitud |
| ------ | ---- | -------- |
| 1      | 26,2 | 0,04     |
| 2      | 26,6 | 0,092    |